# Winchester Model 1903
O Winchester Model 1903 foi a primeira arma de fogo semiautomática disponível comercialmente, criada e produzid pela Winchester Repeating Arms Company.

## Histórico

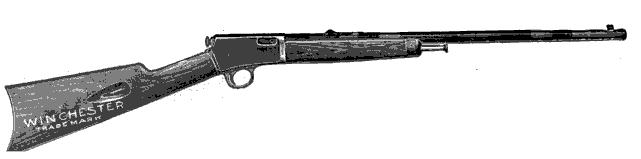
Ilustração de um anúncio do Model 1903 publicado em 1907.

O Winchester Model 1903 foi projetado por T.C. Johnson, que ingressou na Winchester em 1885 e se tornou nacionalmente conhecido como um inventor de rifles de sucesso. Foi primeiramente equipado com o cartucho .22 Winchester Automatic.
Em 1919, o apelido de Model 1903 foi encurtado para "Model 03" e, após um redesenho parcial na década de 1930, foi renomeado para "Model 63". Além de outras mudanças, o modelo disparava o cartucho de .22 Long Rifle. Esse cartucho era mais popular do que o cartucho .22 Winchester Automatic e era solicitado pelos clientes.
O "Model 63" foi disponibilizado pela primeira vez para compra em 1933 e permaneceu em produção até 1958.

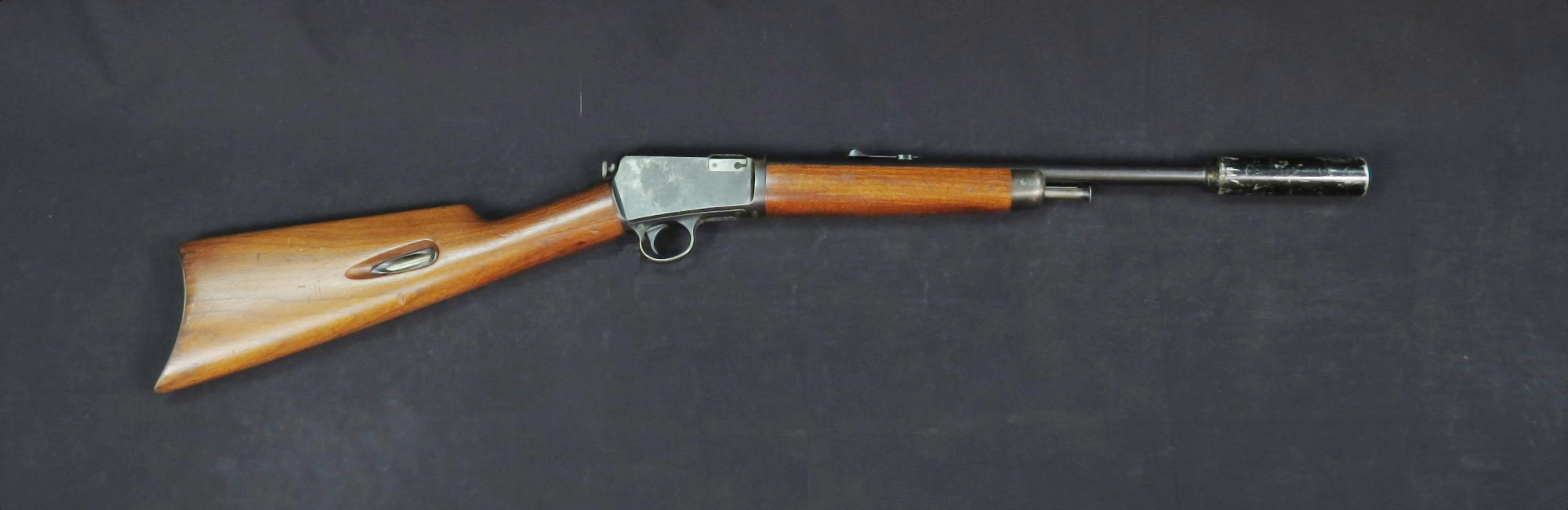
Exemplar do Model 1903.

A produção totalizou aproximadamente 126.000 rifles Model 1903 e aproximadamente 175.000 rifles Model 63.

## Projeto
O Model 1903/Model 63 apresentava originalmente, um cano redondo de 20 polegadas (510 mm). Um cano de 23 polegadas (580 mm) foi aprovado para fabricação em 1933, e o cano de 20 polegadas (510 mm) foi descontinuado em 1936.
O Model 1903/Model 63 tinha um carregador tubular na coronha. O carregador tubular continha dez cartuchos e era carregado por meio de uma fenda no lado direito da coronha.
O Model 1903 e o Model 63 eram rifles desmontáveis. O mecanismo de desmontagem no Model 1903 exigia que o usuário pressionasse a trava do parafuso de desmontagem para baixo através de uma fenda na espiga para liberar o mecanismo de ação do encaixe. O Model 63 apresentava um mecanismo aprimorado que exigia que o usuário simplesmente girasse o parafuso de desmontagem para a esquerda até que o mecanismo fosse liberado.

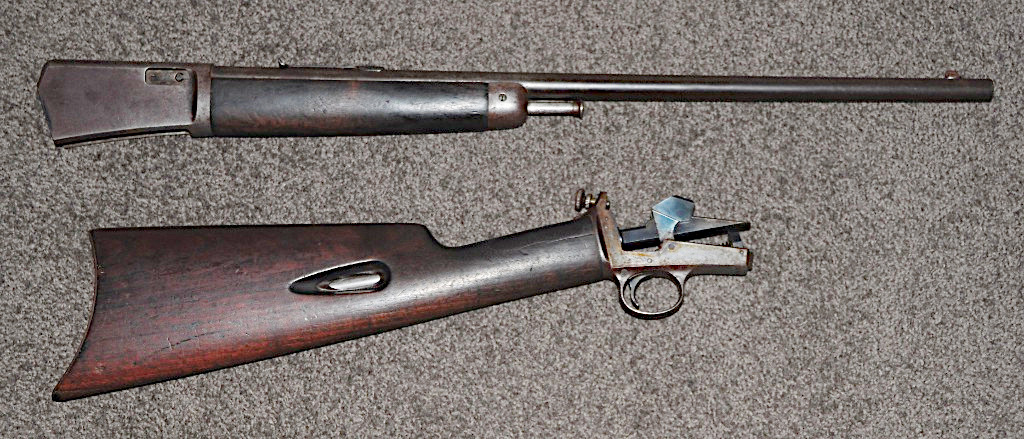
Um exemplar do Model 1903 desmontado.

O recurso de carregamento automático do Model 1903/Model 63 foi realizado pelo uso de um mecanismo simples operado por blowback. Este mecanismo apresentava uma culatra balanceada, o que significa que a culatra continha uma quantidade de metal proporcional ao peso e velocidade da bala. Isso equilibra as forças de recuo para que o ferrolho da culatra não se mova para trás até que a bala tenha saído da boca do cano e, portanto, permite que a bala seja disparada sem perda de energia. O projeto original deste mecanismo de carregamento automático exigia que a Winchester projetasse um cartucho personalizado (o .22 Winchester Automatic) para acompanhá-lo. Esse mecanismo foi redesenhado para o Model 63 para permitir que ele disparasse o cartucho .22 Long Rifle, que então se tornou muito mais popular.
O Model 1903 foi anunciado como um "rifle automático". Nos tempos modernos, é mais apropriadamente referido como um rifle semiautomático, uma vez que o mecanismo de carregamento exigia que o gatilho fosse puxado para cada tiro.

## Variantes
O Model 1903 estava disponível nas versões "standard" e "deluxe" (também chamadas de versões "plain" e "fancy"). A versão "standard" tinha uma coronha de nogueira simples com empunhadura plana e reta. A versão "deluxe" tinha um cabo estilo pistola de nogueira zigrinada com um guarda-mão também zigrinado. Um carregador tubular embutido na coronha continha dez cartuchos.
Os primeiros 5.000 rifles foram produzidos sem mecanismo de segurança. Depois disso, uma segurança de parafuso cruzado foi adicionada.
O Model 63, lançado em 1933, foi equipado com o popular e amplamente disponível cartucho de rifle .22LR. Foi feito inicialmente com um cano de 20 polegadas (508 milímetros), depois com um cano de 23 polegadas (584 milímetros) de 1936 até o final da produção em 1958. Cerca de 175.000 rifles Model 63 foram fabricados, com os últimos 10.000 tendo o topo dos receptores ranhurados para montagem de mira telescópica.